# 2005–2006-os magyar férfi röplabdabajnokság
A 2005–2006-os magyar férfi röplabdabajnokság a hatvanegyedik magyar röplabdabajnokság volt. A bajnokságban nyolc csapat indult el, az előző évi első két helyezett az osztrák, magyar, horvát és szlovén csapatok részvételével tartott Közép-európai Ligában szerepelt, a többiek három kört játszottak. Az alapszakasz után a Közép-európai Ligában szereplő két csapat és az 1-2. helyezettek egymás közt két kört, a 3-6. helyezettek egymás közt még két kört játszottak, végül play-off rendszerben játszottak a végső helyezésekért. Ebben az évben a 3:0-s és a 3:1-es győzelem 3, a 3:2-es siker 2, a 3:2-es vereség 1, a 3:1-es és a 3:0-s kudarc 0 pontot ért.

## Alapszakasz
| #  | Csapat                       | M  | Gy | GyD | VD | V  | Sz+ | Sz- | P  |
| -- | ---------------------------- | -- | -- | --- | -- | -- | --- | --- | -- |
| 1. | Phoenix-Mecano-Kecskeméti RC | 15 | 12 | 1   | 0  | 2  | 39  | 12  | 38 |
| 2. | MAFC-Hartmann                | 15 | 9  | 2   | 0  | 4  | 35  | 19  | 31 |
| 3. | Dunaferr SE                  | 15 | 7  | 3   | 1  | 4  | 33  | 23  | 28 |
| 4. | Dági SE                      | 15 | 6  | 0   | 3  | 6  | 28  | 28  | 21 |
| 5. | 1. MCM-RC Kaposvár           | 15 | 2  | 0   | 3  | 10 | 15  | 40  | 9  |
| 6. | Szolnoki RK SI               | 15 | 2  | 1   | 0  | 12 | 11  | 39  | 8  |

* M: Mérkőzés Gy: Győzelem GyD: Győzelem döntő szettben VD: Vereség döntő szettben V: Vereség Sz+: Nyert szett Sz-: Vesztett szett P: Pont

## Középszakasz
| #  | Csapat                       | M  | Gy | GyD | VD | V  | Sz+ | Sz- | P  |
| -- | ---------------------------- | -- | -- | --- | -- | -- | --- | --- | -- |
| 1. | Vegyész RC Kazincbarcika     | 6  | 5  | 0   | 0  | 1  | 15  | 5   | 15 |
| 2. | Kométa Kaposvár SE           | 6  | 4  | 1   | 0  | 1  | 16  | 6   | 14 |
| 3. | Phoenix-Mecano-Kecskeméti RC | 6  | 1  | 1   | 1  | 3  | 9   | 15  | 6  |
| 4. | MAFC-Hartmann                | 6  | 0  | 0   | 1  | 5  | 4   | 18  | 1  |
|    |                              |    |    |     |    |    |     |     |    |
| 5. | Dunaferr SE                  | 21 | 11 | 3   | 3  | 4  | 49  | 29  | 42 |
| 6. | Dági SE                      | 21 | 9  | 2   | 3  | 7  | 43  | 38  | 34 |
| 7. | 1. MCM-RC Kaposvár           | 21 | 4  | 1   | 3  | 13 | 26  | 52  | 17 |
| 8. | Szolnoki RK SI               | 21 | 2  | 1   | 1  | 17 | 15  | 57  | 9  |

* M: Mérkőzés Gy: Győzelem GyD: Győzelem döntő szettben VD: Vereség döntő szettben V: Vereség Sz+: Nyert szett Sz-: Vesztett szett P: Pont

## Rájátszás
Elődöntő: Vegyész RC Kazincbarcika–MAFC-Hartmann 3:0, 3:0, 3:0 és Kométa Kaposvár SE–Phoenix-Mecano-Kecskeméti RC 3:0, 3:1, 3:0
Döntő: Vegyész RC Kazincbarcika–Kométa Kaposvár SE 3:0, 2:3, 3:0, 2:3, 3:0
3. helyért: Phoenix-Mecano-Kecskeméti RC–MAFC-Hartmann 3:0, 1:3, 0:3, 2:3
5. helyért: Dunaferr SE–Dági SE 3:0, 3:2
7. helyért: 1. MCM-RC Kaposvár–Szolnoki RK SI 0:3, 3:0, 3:1